# Asienspiele 2022/Taekwondo
Bei den Asienspielen 2022 wurden vom 24. bis 28. September 2023 insgesamt 13 Wettbewerbe im Taekwondo ausgetragen, davon je sechs bei den Männern und bei den Frauen sowie ein Mixed-Wettbewerb. Die Einzelwettkämpfe teilten sich zudem auf zehn Wettbewerbe im Vollkontakt-Kampf (Kyorugi) und zwei Wettbewerbe im Formenlauf (Pumsae) auf. Austragungsort war das Linan Sports Centre.

## Bilanz

### Medaillenspiegel
| Platz  | Land              | Gold | Silber | Bronze | Gesamt |
| ------ | ----------------- | ---- | ------ | ------ | ------ |
| 1      | Südkorea          | 5    | 2      | 2      | 9      |
| 2      | China             | 5    | 1      | 2      | 8      |
| 3      | Thailand          | 2    | —      | 2      | 4      |
| 4      | Usbekistan        | 1    | 1      | 4      | 6      |
| 5      | Iran              | —    | 3      | 5      | 8      |
| 6      | Chinesisch Taipeh | —    | 3      | 2      | 5      |
| 7      | Jordanien         | —    | 2      | 1      | 3      |
| 8      | Japan             | —    | 1      | —      | 1      |
| 9      | Vietnam           | —    | —      | 3      | 3      |
| 10     | Kasachstan        | —    | —      | 2      | 2      |
| 11     | Afghanistan       | —    | —      | 1      | 1      |
| 11     | Irak              | —    | —      | 1      | 1      |
| 11     | Philippinen       | —    | —      | 1      | 1      |
| Gesamt | Gesamt            | 13   | 13     | 26     | 52     |

### Medaillengewinner
Männer
| Disziplin                  | Gold               | Silber              | Bronze                             |
| -------------------------- | ------------------ | ------------------- | ---------------------------------- |
| Pumsae                     | Kang Wan-jin       | Ma Yun-zhong        | Trần Hồ Duy Patrick King Perez     |
| Fliegengewicht (bis 58 kg) | Jang Jun           | Mahdi Hajimousaei   | Cheng Kai Mohsen Rezaee            |
| Bantamgewicht (bis 63 kg)  | Banlung Tubtimdang | Alireza Hosseinpour | Liang Yushuai Zaid Al-Halawani     |
| Federgewicht (bis 68 kg)   | Ulugʻbek Rashitov  | Zaid Kareem         | Matin Rezaei Jin Ho-jun            |
| Weltergewicht (bis 80 kg)  | Park Woo-hyeok     | Saleh Al-Sharabaty  | Saif Al-Rammahi Mehran Barkhordari |
| Schwergewicht (über 80 kg) | Song Zhaoxiang     | Arian Salimi        | Lee Meng-en Smaiyl Duisebay        |

Frauen
| Disziplin                  | Gold                   | Silber          | Bronze                                         |
| -------------------------- | ---------------------- | --------------- | ---------------------------------------------- |
| Pumsae                     | Cha Yea-eun            | Yuiko Niwa      | Chen Hsin-ya Marjan Salahshouri                |
| Fliegengewicht (bis 49 kg) | Panipak Wongpattanakit | Guo Qing        | Mobina Nematzadeh Madinabonu Mannopova         |
| Bantamgewicht (bis 53 kg)  | Park Hye-jin           | Lin Wei-chun    | Chutikan Jongkolrattanawattana Charos Kayumova |
| Federgewicht (bis 57 kg)   | Luo Zongshi            | Lo Chia-ling    | Kim Yu-jin Phannapa Harnsujin                  |
| Weltergewicht (bis 67 kg)  | Song Jie               | Feruza Sadikova | Melika Mirhosseini Bạc Thị Khiêm               |
| Schwergewicht (über 67 kg) | Zhou Zeqi              | Lee Da-bin      | Svetlana Osipova Schansel Denis                |

Mixed
| Disziplin  | Gold                                            | Silber                                                    | Bronze                                                                         | Bronze                                                             |
| ---------- | ----------------------------------------------- | --------------------------------------------------------- | ------------------------------------------------------------------------------ | ------------------------------------------------------------------ |
| Mannschaft | ChinaCui Yang Song Zhaoxiang Song Jie Zhou Zeqi | SüdkoreaPark Woo-hyeok Seo Geon-woo Kim Jan-di Lee Da-bin | UsbekistanJasurbek Jaysunov Shukhrat Salaev Svetlana Osipova Ozoda Sobirjonova | VietnamLý Hồng Phúc Phạm Minh Bảo Kha Bạc Thị Khiêm Phạm Ngọc Châm |